# ألكسندر رالستون
ألكسندر رالستون (بالإنجليزية: Alexander Ralston)‏ هو مهندس معماري أمريكي، ولد في 1771 في اسكتلندا في المملكة المتحدة، وتوفي في 5 مايو 1827 في إنديانابوليس في الولايات المتحدة.